# Hrad z písku

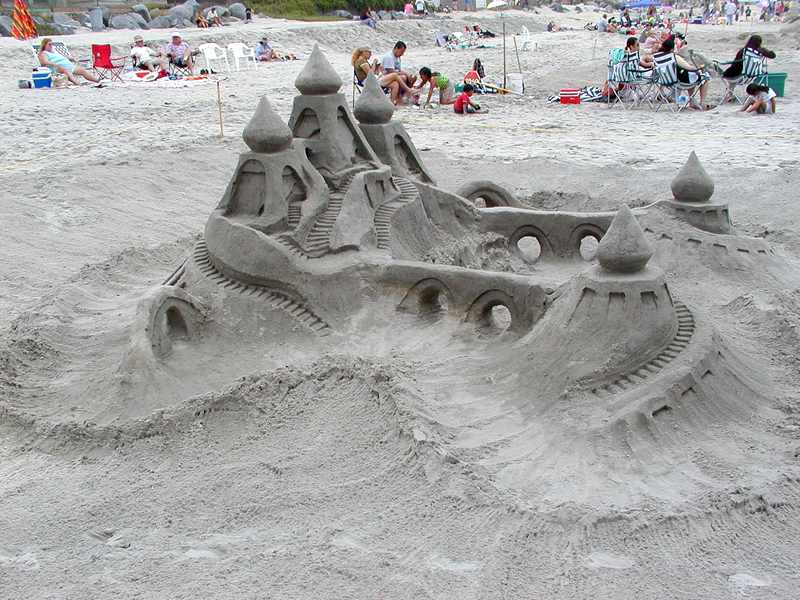
Hrad z písku

Hrad z písku je miniatura hradu vyrobená z písku, kterou zejména děti staví pro zábavu na pískovišti nebo na pláži, často pomocí vody a nástrojů jako jsou kyblíky, náklaďáčky nebo lopatky. Nejvyšší hrad z písku měřil 9,6 metru.[zdroj?]